# Tmesiphantes crassifemur
Espèce
Synonymes
- Melloleitaoina crassifemur Gerschman & Schiapelli, 1960

Tmesiphantes crassifemur est une espèce d'araignées mygalomorphes de la famille des Theraphosidae.

## Distribution
Cette espèce est endémique de la province de Salta en Argentine,.

## Description
Le mâle holotype redécrit par Perafán et Pérez-Miles en 2014 mesure 14,1 mm.

## Systématique et taxinomie
Cette espèce a été décrite sous le protonyme Melloleitaoina crassifemur par Gerschman et Schiapelli en 1960. Elle est placée dans le genre Tmesiphantes par Fabiano-da-Silva, Guadanucci et DaSilva en 2019.

## Publication originale
- Gerschman & Schiapelli, 1960 : Un nuevo género con una nueva especie de Ischnocolinae (Araneae-Theraphosidae). Physis (Buenos Aires), Seccion C, vol. 21, p. 200-206.